# Ньянгчу
Ньянгчу (Ньянг-Чу; тиб. ཉང་ཆུ།, кит. 年楚河) — река в Тибетском автономном районе Китая.
Начинается на северных склонах Гималаев, протекает по узкой долине и впадает в Брахмапутру (которая в месте впадения Ньянгчу носит название Цангпо).
Длина реки составляет около 250 км. Площадь водосбора — около 12 тыс. км².
Половодье происходит весной и летом. Зимой река замерзает.
Долина Ньянгчу отличается плодородностью. По ней проходит основной транспортный путь из Сиккима в Лхасу через Гималаи. На реке стоит посёлок Гьянгдзе.